# Fadela Amara

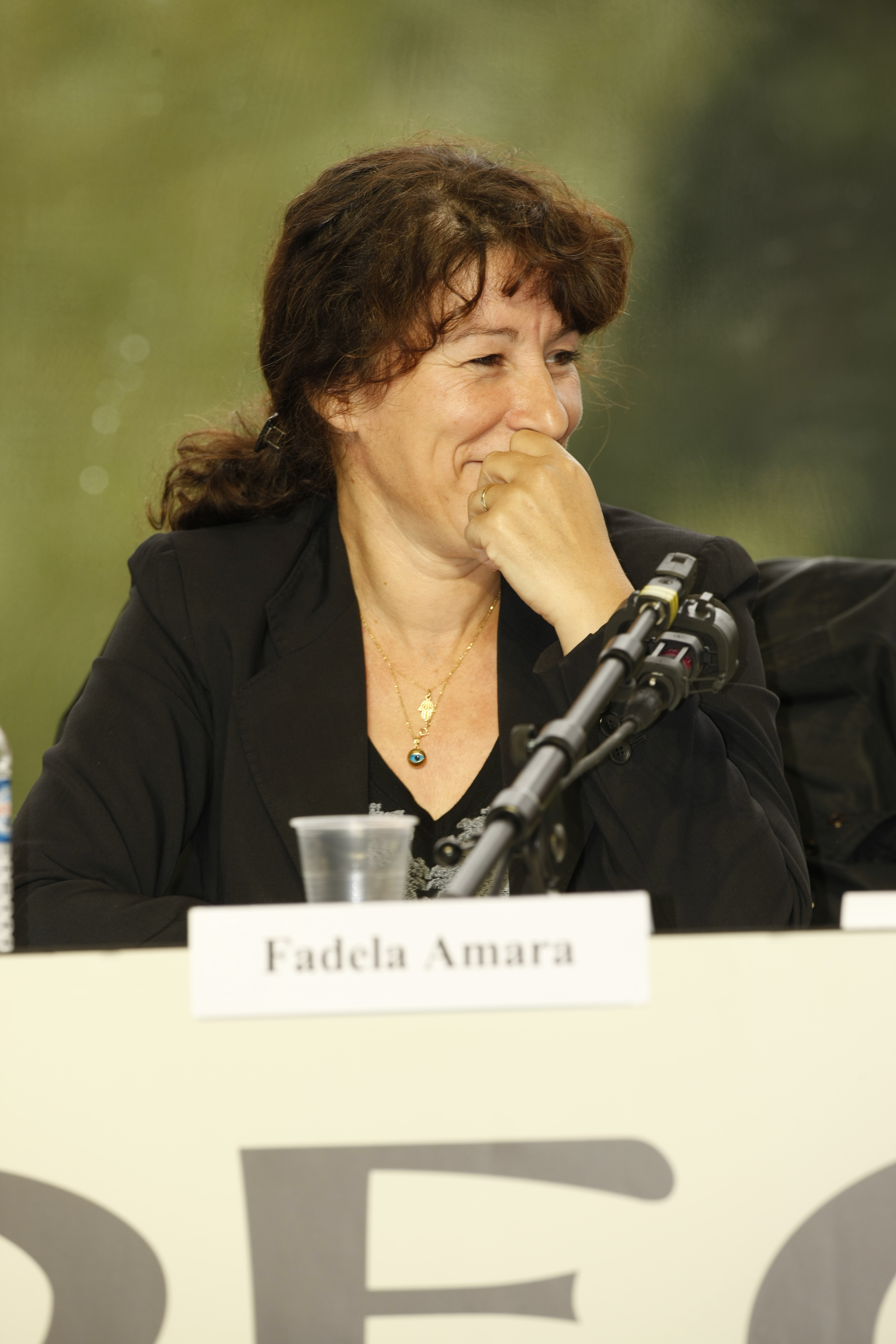
Fadela Amara (2009)

Fadela Amara (eigentlich Fatiha Amara, * 25. April 1964 in Clermont-Ferrand) ist eine französische Politikerin und Feministin.

## Leben
Sie ist eines von elf Kindern einer aus der algerischen Region Kabylei nach Frankreich eingewanderten Familie.
Fadela Amara war Präsidentin der Bewegung Ni Putes Ni Soumises („Weder Huren noch Untergebene“), die für die Gleichbehandlung der Frauen in der muslimischen Gesellschaft der französischen Vorstädte kämpft. Für ihre Anhängerinnen ist sie daher eine Vorkämpferin des bis dahin wenig beachteten Themas der Rechte von muslimischen Frauen, ihre Gegner bezichtigen sie dagegen islamfeindlicher Haltungen. Trotz Mitgliedschaft in der Sozialistischen Partei Frankreichs wurde Amara von Staatspräsident Nicolas Sarkozy in seine Regierung berufen und war vom 18. Juni 2007 bis November 2010 Staatssekretärin für Städtebau und Stadtentwicklung im konservativen Kabinett Fillon II im Ministerium für Wohnungsbau und Stadtentwicklung unter der Ministerin Christine Boutin. Bei einer Regierungsumbildung verlor sie ihr Amt. Seit 2011 arbeitet Amara für die IGAS, eine französische Regierungsbehörde.
In der Präsidentschaftswahl 2012 unterstützte sie den Kandidaten der Sozialisten, François Hollande.
Amara erhielt im Juli 2006 von der Manchester Metropolitan University einen Ehrendoktortitel für ihr Engagement.

## Positionen
Amara und Ni Putes Ni Soumises unterstützten das 2010 vom französischen Parlament verabschiedete Verbot des Tragens einer Burka im öffentlichen Raum. Sie bekräftigte 2013 ihre Position in einem Vortrag in der University of Chicago: Das Tragen eines Kopftuches sei kein notwendiger Ausdruck eines muslimischen Glaubens, der, wie von Amara selbst, im Privaten ausgeübt werden solle. Stattdessen sei das Kopftuch ein Symbol patriarchaler Unterdrückung. Sie sprach sich gegen das Offenlassen einer freien Wahl mit der Hoffnung auf eine freiwillige Abwendung aus, welches fortdauernder und sich verstärkender Unterdrückung Vorschub leiste.

## Werke
- Fadela Amara und Sylvia Zappi, Ni putes ni soumises, Éditions La Découverte, 2003. ISBN 2-7071-4142-9
- Fadela Amara und Mohammed Abdi, La Racaille de la République, Le Seuil, 2006.